# Alan Severiano
Alan Silva Severiano (Natal, 25 de junho de 1976) é um jornalista e apresentador de televisão brasileiro.

## Biografia e carreira
Formado em 1997 pela Universidade Federal do Rio Grande do Norte, ainda na faculdade, Alan trabalhou como repórter durante um ano e oito meses da TV Universitária, emissora de Natal vinculada à Rede Educativa. Foi para São Paulo devido ao curso.
Mesmo encontrando algumas dificuldades no começo de sua estada na capital paulista, ele se adaptou rapidamente. Depois do curso, foi chamado pela TV Cultura para cobrir férias na videorreportagem por um mês. Após esse período, recebeu proposta da EPTV Ribeirão, afiliada da TV Globo em Ribeirão Preto, também para cobrir férias — só que na reportagem — durante três semanas. Depois foi chamado novamente pela TV Cultura para trabalhar no jornal 60 Minutos e, eventualmente, fazer matérias para o Jornal da Cultura, onde permaneceu por três anos.
Em 2001, foi convidado para integrar a equipe de reportagem da TV Globo São Paulo. Começou no SPTV, onde realizou reportagens pela madrugada durante cerca de dois meses. Passou ainda um ano na GloboNews, na área política e econômica. De 2004 a 2013, foi repórter dos telejornais da Globo como o Bom Dia Brasil.
Em abril de 2013, tornou-se correspondente internacional da Globo em Nova York, onde ficou até 2017 fazendo reportagens para todos os telejornais da emissora e matérias especiais para o Fantástico. Entre suas coberturas mais marcantes, destaque para a cobertura do sequestro de Patrícia Abravanel, filha do empresário e dono do SBT, Silvio Santos, no qual este também foi feito refém, ocorrido em 2001.
Em 25 de maio de 2019, estreou como apresentador eventual do SPTV. Entre 11 e 23 de maio de 2020, durante a pandemia de COVID-19, Severiano apresentou interinamente a segunda edição do telejornal, substituindo Christiane Pelajo e sendo substituído por Márcio Gomes.
Em 15 de outubro de 2021, César Tralli se despede da apresentação do SP1, passando o comando do telejornal para Alan Severiano. Em 18 de outubro, Alan Severiano estreia como apresentador titular do telejornal.

## Filmografia
| Ano           | Nome                 | Função         | Emissora           |
| ------------- | -------------------- | -------------- | ------------------ |
| 1999          | Jornal Regional      | Repórter       | EPTV Ribeirão      |
| 1999–2001     | Jornal da Cultura    | Repórter       | TV Cultura         |
| 1999          | 60 Minutos           | Apresentador   | TV Cultura         |
| 2000–2001     | Matéria Pública      | Apresentador   | TV Cultura         |
| 2001–2013     | Jornal Nacional      | Repórter       | TV Globo           |
| 2013–2017     | Todos os telejornais | Correspondente | TV Globo           |
| 2017–2021     | Jornal Hoje          | Repórter       | TV Globo           |
| 2021–presente | SP1                  | Apresentador   | TV Globo São Paulo |

## Prêmios e indicações
| Ano  | Prêmio                    | Categoria                    | Resultado | Ref.  |
| ---- | ------------------------- | ---------------------------- | --------- | ----- |
| 2023 | Melhores do Ano NaTelinha | Melhor Apresentador(a) Local | Indicado  | [ 8 ] |